# ISO 3166-2:LV
ISO 3166-2:LV es la entrada para Letonia en ISO 3166-2, parte de los códigos de normalización ISO 3166 publicados por la Organización Internacional de Normalización (ISO), que define los códigos para los nombres de las principales subdivisiones (p.ej., provincias o estados) de todos los países codificados en ISO 3166-1.
En la actualidad, para Letonia, los códigos ISO 3166-2 se definen para 36 municipios (novadi) y 7 ciudades autónomas (valstspilsētas).
Cada código consta de dos partes, separadas por un guion. La primera parte es LV, el código ISO 3166-1 alfa-2 para  Letonia. La segunda parte tiene, según el caso:
- tres cifras: municipios
- tres letras: ciudades autónomas

## Códigos actuales
Los nombres de las subdivisiones se ordenan según el estándar ISO 3166-2 publicado por la Agencia de Mantenimiento ISO 3166 (ISO 3166/MA).
Los nombres de las subdivisiones se ordenan según el alfabeto letón: a, ā, b-c, č, d-e, ē, f-g, ģ, h-i, ī, j-k, ķ, l, ļ, m-n, ņ, o-s, š, t-u, ū, v-z, ž.
Pulsa sobre el botón en la cabecera para ordenar cada columna.
| Código | Nombre de la subdivisión (lv) | Categoría de la subdivisión |
| ------ | ----------------------------- | --------------------------- |
| LV-001 | Aglona                        | municipio                   |
| LV-002 | Aizkraukle                    | municipio                   |
| LV-003 | Aizpute                       | municipio                   |
| LV-004 | Aknīste                       | municipio                   |
| LV-005 | Aloja                         | municipio                   |
| LV-006 | Alsunga                       | municipio                   |
| LV-007 | Alūksne                       | municipio                   |
| LV-008 | Amata                         | municipio                   |
| LV-009 | Ape                           | municipio                   |
| LV-010 | Auce                          | municipio                   |
| LV-011 | Ādaži                         | municipio                   |
| LV-012 | Babīte                        | municipio                   |
| LV-013 | Baldone                       | municipio                   |
| LV-014 | Baltinava                     | municipio                   |
| LV-015 | Balvi                         | municipio                   |
| LV-016 | Bauska                        | municipio                   |
| LV-017 | Beverīna                      | municipio                   |
| LV-018 | Brocēni                       | municipio                   |
| LV-019 | Burtnieki                     | municipio                   |
| LV-020 | Carnikava                     | municipio                   |
| LV-021 | Cesvaine                      | municipio                   |
| LV-022 | Cēsis                         | municipio                   |
| LV-023 | Cibla                         | municipio                   |
| LV-024 | Dagda                         | municipio                   |
| LV-025 | Daugavpils                    | municipio                   |
| LV-026 | Dobele                        | municipio                   |
| LV-027 | Dundaga                       | municipio                   |
| LV-028 | Durbe                         | municipio                   |
| LV-029 | Engure                        | municipio                   |
| LV-030 | Ērgļi                         | municipio                   |
| LV-031 | Garkalne                      | municipio                   |
| LV-032 | Grobiņa                       | municipio                   |
| LV-033 | Gulbene                       | municipio                   |
| LV-034 | Iecava                        | municipio                   |
| LV-035 | Ikšķile                       | municipio                   |
| LV-036 | Ilūkste                       | municipio                   |
| LV-037 | Inčukalns                     | municipio                   |
| LV-038 | Jaunjelgava                   | municipio                   |
| LV-039 | Jaunpiebalga                  | municipio                   |
| LV-040 | Jaunpils                      | municipio                   |
| LV-041 | Jelgava                       | municipio                   |
| LV-042 | Jēkabpils                     | municipio                   |
| LV-043 | Kandava                       | municipio                   |
| LV-044 | Kārsava                       | municipio                   |
| LV-045 | Valmiera                      | municipio                   |
| LV-046 | Koknese                       | municipio                   |
| LV-047 | Krāslava                      | municipio                   |
| LV-048 | Krimulda                      | municipio                   |
| LV-049 | Krustpils                     | municipio                   |
| LV-050 | Kuldīga                       | municipio                   |
| LV-051 | Ķegums                        | municipio                   |
| LV-052 | Ķekava                        | municipio                   |
| LV-053 | Lielvārde                     | municipio                   |
| LV-054 | Limbaži                       | municipio                   |
| LV-055 | Līgatne                       | municipio                   |
| LV-056 | Līvāni                        | municipio                   |
| LV-057 | Lubāna                        | municipio                   |
| LV-058 | Ludza                         | municipio                   |
| LV-059 | Madona                        | municipio                   |
| LV-060 | Mazsalaca                     | municipio                   |
| LV-061 | Mālpils                       | municipio                   |
| LV-062 | Mārupe                        | municipio                   |
| LV-063 | Mērsrags                      | municipio                   |
| LV-064 | Naukšēni                      | municipio                   |
| LV-065 | Nereta                        | municipio                   |
| LV-066 | Nīca                          | municipio                   |
| LV-067 | Ogre                          | municipio                   |
| LV-068 | Olaine                        | municipio                   |
| LV-069 | Ozolnieki                     | municipio                   |
| LV-070 | Pārgauja                      | municipio                   |
| LV-071 | Pāvilosta                     | municipio                   |
| LV-072 | Pļaviņas                      | municipio                   |
| LV-073 | Preiļi                        | municipio                   |
| LV-074 | Priekule                      | municipio                   |
| LV-075 | Priekuļi                      | municipio                   |
| LV-076 | Rauna                         | municipio                   |
| LV-077 | Rēzekne                       | municipio                   |
| LV-078 | Riebiņi                       | municipio                   |
| LV-079 | Roja                          | municipio                   |
| LV-080 | Ropaži                        | municipio                   |
| LV-081 | Rucava                        | municipio                   |
| LV-082 | Rugāji                        | municipio                   |
| LV-083 | Rundāle                       | municipio                   |
| LV-084 | Rūjiena                       | municipio                   |
| LV-085 | Sala                          | municipio                   |
| LV-086 | Salacgrīva                    | municipio                   |
| LV-087 | Salaspils                     | municipio                   |
| LV-088 | Saldus                        | municipio                   |
| LV-089 | Saulkrasti                    | municipio                   |
| LV-090 | Sēja                          | municipio                   |
| LV-091 | Sigulda                       | municipio                   |
| LV-092 | Skrīveri                      | municipio                   |
| LV-093 | Skrunda                       | municipio                   |
| LV-094 | Smiltene                      | municipio                   |
| LV-095 | Stopiņi                       | municipio                   |
| LV-096 | Strenči                       | municipio                   |
| LV-097 | Talsi                         | municipio                   |
| LV-098 | Tērvete                       | municipio                   |
| LV-099 | Tukums                        | municipio                   |
| LV-100 | Vaiņode                       | municipio                   |
| LV-101 | Valka                         | municipio                   |
| LV-102 | Varakļāni                     | municipio                   |
| LV-103 | Vārkava                       | municipio                   |
| LV-104 | Vecpiebalga                   | municipio                   |
| LV-105 | Vecumnieki                    | municipio                   |
| LV-106 | Ventspils                     | municipio                   |
| LV-107 | Viesīte                       | municipio                   |
| LV-108 | Viļaka                        | municipio                   |
| LV-109 | Viļāni                        | municipio                   |
| LV-110 | Zilupe                        | municipio                   |
| LV-DGV | Daugavpils                    | ciudad autónoma             |
| LV-JEL | Jelgava                       | ciudad autónoma             |
| LV-JKB | Jēkabpils                     | ciudad autónoma             |
| LV-JUR | Jūrmala                       | ciudad autónoma             |
| LV-LPX | Liepāja                       | ciudad autónoma             |
| LV-REZ | Rēzekne                       | ciudad autónoma             |
| LV-RIX | Riga                          | ciudad autónoma             |
| LV-VMR | Valmiera                      | ciudad autónoma             |
| LV-VEN | Ventspils                     | ciudad autónoma             |

## Cambios
Los siguientes cambios de entradas han sido anunciados en los boletines de noticias emitidos por el ISO 3166/MA desde la primera publicación del ISO 3166-2 en 1998, cesando esta actividad informativa en 2013.
| Informe         | Fecha de emisión                     | Descripción del cambio reportado                                     | Cambio de código o subdivisión |
| --------------- | ------------------------------------ | -------------------------------------------------------------------- | --- |
| Newsletter II-3 | 13/12/2011 (corregido el 15/12/2011) | Reorganización administrativa y actualización de la lista de fuente. | Presentación de la subdivisión:26 distritos (véase abajo) → 110 municipios Subdivisiones añadidas: (ciudades autónomas) LV-JKB Jēkabpils LV-VMR Valmiera |

### Códigos anteriores a Newsletter II-3
| Former code | Nombre de la subdivisión | Categoría de la subdivisión |
| ----------- | ------------------------ | --------------------------- |
| LV-AI       | Aizkraukles Apriņķis     | distrito                    |
| LV-AL       | Alūksnes Apriņķis        | distrito                    |
| LV-BL       | Balvu Apriņķis           | distrito                    |
| LV-BU       | Bauskas Apriņķis         | distrito                    |
| LV-CE       | Cēsu Apriņķis            | distrito                    |
| LV-DA       | Daugavpils Apriņķis      | distrito                    |
| LV-DO       | Dobeles Apriņķis         | distrito                    |
| LV-GU       | Gulbenes Apriņķis        | distrito                    |
| LV-JL       | Jelgavas Apriņķis        | distrito                    |
| LV-JK       | Jēkabpils Apriņķis       | distrito                    |
| LV-KR       | Krāslavas Apriņķis       | distrito                    |
| LV-KU       | Kuldīgas Apriņķis        | distrito                    |
| LV-LE       | Liepājas Apriņķis        | distrito                    |
| LV-LM       | Limbažu Apriņķis         | distrito                    |
| LV-LU       | Ludzas Apriņķis          | distrito                    |
| LV-MA       | Madonas Apriņķis         | distrito                    |
| LV-OG       | Ogres Apriņķis           | distrito                    |
| LV-PR       | Preiļu Apriņķis          | distrito                    |
| LV-RE       | Rēzeknes Apriņķis        | distrito                    |
| LV-RI       | Rīgas Apriņķis           | distrito                    |
| LV-SA       | Saldus Apriņķis          | distrito                    |
| LV-TA       | Talsu Apriņķis           | distrito                    |
| LV-TU       | Tukuma Apriņķis          | distrito                    |
| LV-VK       | Valkas Apriņķis          | distrito                    |
| LV-VM       | Valmieras Apriņķis       | distrito                    |
| LV-VE       | Ventspils Apriņķis       | distrito                    |